# Carmen Amorós Granell
María Carmen Amorós Granell (Castelló de la Plana, 1957) és una política valenciana, militant del Partit Popular (PP) des del 1986 i diputada a les Corts Valencianes en la VIII Legislatura.
És membre de la Junta Local del PP de Castelló des del 1989, ocupant diverses responsabilitats de partit fins que el 1995 és nomenada Secretària General, càrrec que ocupa en l'actualitat. És regidora de l'Ajuntament de Castelló des del 2003 com a tinent d'alcalde de Benestar Social i Foment d'Ocupació.
Fou triada diputada a les Corts Valencianes a de les eleccions de 2011.